# شهرستان تیانچوان
شهرستان تیانچوان (به لاتین: Tianquan County) یک شهرستان‌های جمهوری خلق چین در چین است که در یاان واقع شده‌است.